# Rudolf Luginbühl
Rudolf Luginbühl (* 22. Oktober 1854 in Biglen; † 22. November 1912 in Basel) war ein Schweizer Historiker.

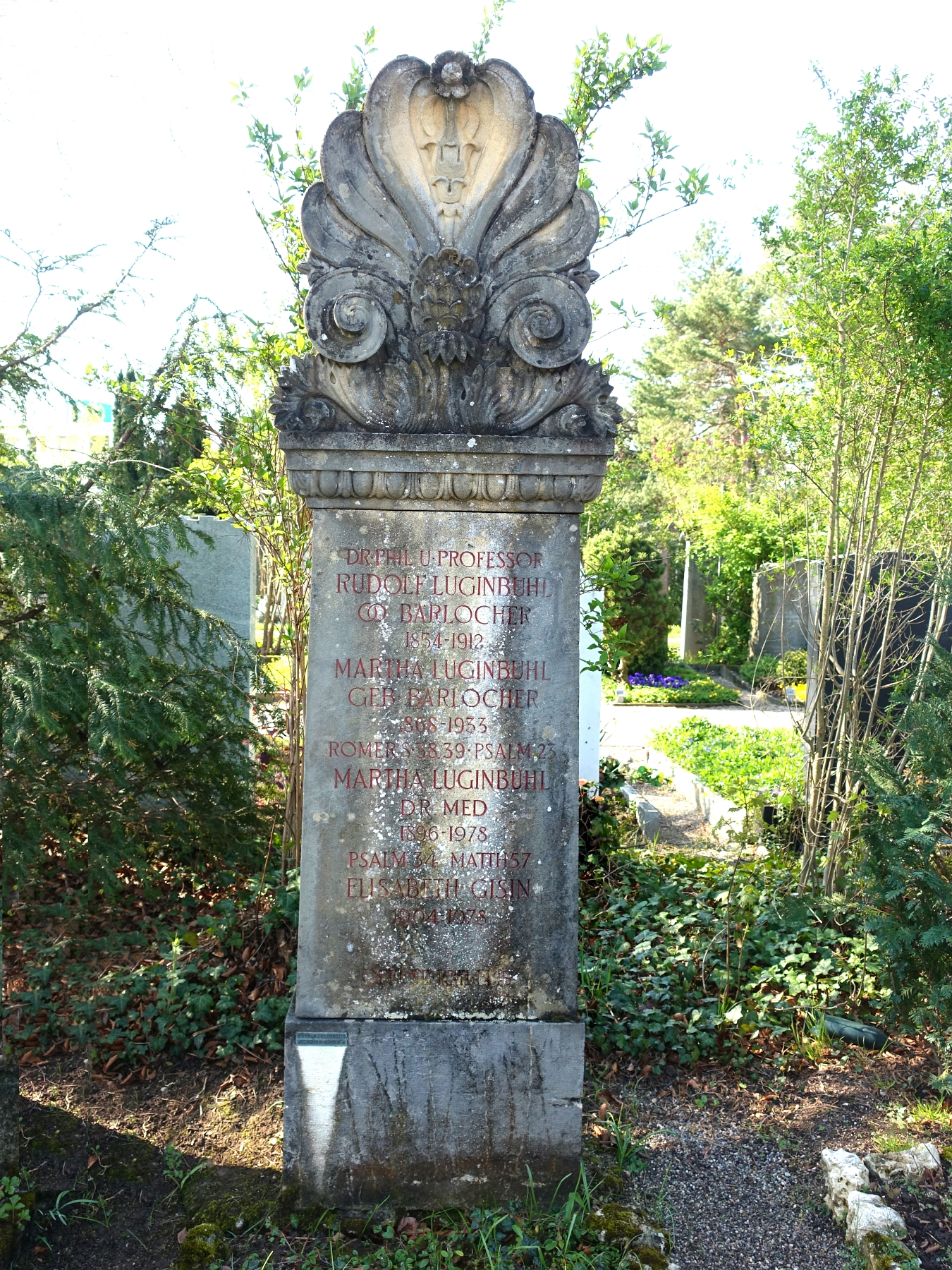
Friedhof Wolfgottesacker. Grab gestaltet von Isidor Raphael Pellegrini.

## Leben und Werk
Nach dem Primarlehrerpatent 1873 und dem Sekundarlehrerpatent sechs Jahre später unterrichtete Rudolf Luginbühl an verschiedenen Schulen in Bern und ab 1883 als Sekundarlehrer in Basel. Parallel dazu studierte er Geschichte und promovierte 1892 an der Universität Bern. Ab 1893 unterrichtete er an der Universität Basel als Privatdozent für neuere Schweizer Geschichte und 1905–1912 als ausserordentlicher Professor.
Luginbühl betreute verschiedene Quelleneditionen und verfasste Lehrbücher zur Schweizer Geschichte und zur Weltgeschichte für verschiedene Unterrichtsstufen sowie eine Basler Heimatkunde.

## Schriften (Auswahl)
- Der Kanton Aargau in den Jahren 1814 und 1815 nach Briefen aus dem Nachlasse Philipp Albert Stapfers, In Argovia, Jahresschrift der historischen Gesellschaft des Kantons Aargau, XXII. Band, S. 1–150, Sauerländer, Aarau 1891. (Digitalisat).
- Diarium des Christian Wurstisen 1557–1581. In: Basler Zeitschrift für Geschichte und Altertumskunde, Bd. 1 (1902), S. 54–145. (Digitalisat E-Periodica).
- Peter Ochs und Basel in den Jahren 1801/02. In: Basler Zeitschrift für Geschichte und Altertumskunde, Bd. 4 (1905), S. 277–286. (Digitalisat in E-Periodica).